# Boćarski klub Zlatan Otok
Boćarski klub Zlatan Otok je boćarski klub iz Svete Nedjelje na otoku Hvaru.
Klupsko sjedište je na adresi Križna luka b.b., Hvar.
Sve svoje domaće utakmice igra u Splitu.

## Klupski uspjesi
Koncem 2000. je izborila plasman u 1. hrvatsku ligu, nakon višegodišnjeg uspona kroza sva hrvatske bućarske ligaške razine. 
Postava koja je izborila ovaj povijesni uspjeh je: Marinko Petrić, Juraj Petrić, Mirko Bonković, Tomislav Ivanković, Ivo Visković, Žarko Visković, Nikša Barabarić, Ivica Belić, Vojko Gurdulić, Ignacij Zaninović, Jurica Milatić i Zlatan Plenković.